# Simone Collio

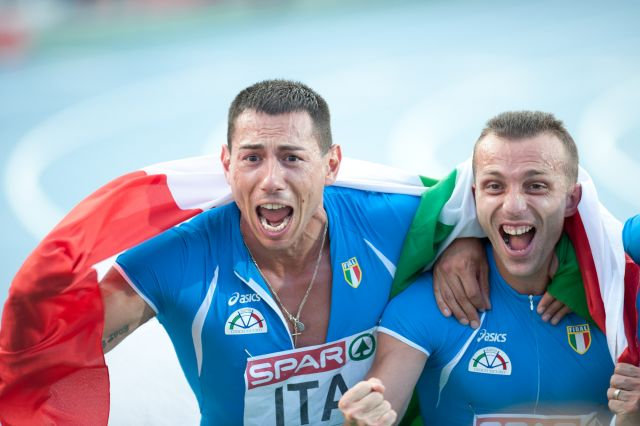
Simone Collio (links) und Emanuele Di Gregorio jubeln 2010

Simone Collio (* 27. Dezember 1979 in Cernusco sul Naviglio) ist ein italienischer Leichtathlet, der 2010 mit der italienischen 4-mal-100-Meter-Staffel die Silbermedaille bei der Europameisterschaft gewann.
Seine erste internationale Endlaufteilnahme erreichte Collio bei den Hallenweltmeisterschaften 2004, als er in 6,60 s auf den siebten Platz über 60 Meter lief. Bei den Olympischen Spielen in Athen schied er über 100 Meter im Viertelfinale aus, mit der italienischen Staffel verpasste er das Finale. Bei den Halleneuropameisterschaften 2005 belegte Collio in 6,66 s den fünften Platz. Collio war 2004 und 2005 italienischer Meister über 60 Meter in der Halle und über 100 Meter im Freien. Danach dauerte es bis 2009, bis er wieder Meister wurde. In den Jahren dazwischen war er zwar bei den meisten Großereignissen am Start, erreichte aber kein Finale. So war er im Vorlauf der Hallenweltmeisterschaften 2008 in Valencia in 6,55 s italienischen Rekord gelaufen, aber im Halbfinale mit 6,74 s ausgeschieden. Bei den Olympischen Spielen in Peking erreichte er wie vier Jahre zuvor das Viertelfinale über 100 Meter und schied mit der Staffel im Vorlauf aus.
Bei den Weltmeisterschaften 2009 erreichte Collio mit der italienischen Staffel das Finale; in der Besetzung Roberto Donati, Collio, Emanuele Di Gregorio und Fabio Cerutti lief die Staffel in 38,54 s auf den sechsten Platz. Im Jahr darauf erreichte Collio bei den Europameisterschaften 2010 das Finale im 100-Meter-Lauf, brach dort aber wegen Verletzung sein Rennen ab. Die Staffel mit Donati, Collio, Di Gregorio und Maurizio Checcucci erreichte das Finale vier Tage später und lief dort mit italienischem Landesrekord von 38,17 s auf den zweiten Platz hinter der französischen Staffel.
Collio hat bei einer Körpergröße von 1,80 m ein Wettkampfgewicht von 73 kg. Collio startet für den römischen Verein Fiamme Gialle. Er lebte einige Jahre mit der bulgarischen Sprinterin Iwet Lalowa zusammen, bevor sie im September 2013 heirateten.

## Persönliche Bestzeiten
- 100 Meter: 10,06 s, 21. Juli 2009 Rieti
- 200 Meter: 20,84 s, 11. Juni 2009 Sofia